# Casa Mulà
La Casa Mulà és una obra noucentista de Mollet del Vallès (Vallès Oriental) inclosa a l'Inventari del Patrimoni Arquitectònic de Catalunya.

## Descripció
Edifici aïllat de tipologia ciutat-jardí. Consta de planta baixa, pis i golfa. De la coberta, a quatre vessants, sobresurt una torre mirador. Les façnes són de composició simètrica. L'edifici s'aixeca al bell mig d'una finca de considerables dimensions, avui parc municipal.

## Història
Originàriament era una finca de propietat privada. Des de fa uns anys l'edifici allotja una escola per adults i els voltants són ara un parc municipal públic.